# Drunken Master 2
Drunken Master II (醉拳二 Jui Kuen II), conosciuto anche come The Legend of Drunken Master, è un film del 1994 diretto da Lau Kar-leung.
Film di arti marziali con Jackie Chan nel ruolo di Wong Fei-hung, un eroe popolare cinese, già interpretato nel precedente Drunken Master dallo stesso Jackie Chan.
Il film fu originariamente distribuito a Hong Kong nel 1994, ma solo nel 2000, dopo che Chan divenne una star di fama mondiale, venne distribuito anche in occidente con il titolo The Legend of Drunken Master. È stato doppiato e trasmesso in Italia nel 2012 sulla rete Sky, grazie a un accordo tra quest'ultima e Miramax.
È il sequel di Drunken Master, girato nel 1978.

## Trama
Wong Fei-hung accidentalmente viene coinvolto in un contrabbando di manufatti cinesi che vengono esportati dal paese dal console britannico. Fei-hung dapprima umiliato dagli uomini del console che lo picchiano mentre è del tutto ubriaco, riuscirà infine a sconfiggerli dopo varie peripezie usando lo "Zui Baxianquan", lo stile dell'ubriaco.
Infine in un lungo scontro con John, una delle guardie del corpo del generale Fu Wen-chi, Fei-hung avrà la meglio.

## Accoglienza

### Incassi
Drunken Master II ebbe un enorme successo a Hong Kong incassando 40.971.484 di dollari di Hong Kong durante la sua permanenza nelle sale cinematografiche. Il successo fu sorprendente se si tiene in considerazione lo screzio che ci fu tra Chan e Lau Kar-leung (il regista), e il fatto che negli anni novanta la moda dei kung fu movies stava scemando.
Sei anni dopo, nel 2000, Drunken Master II fu distribuito anche in America con il passaggio in 1.345 cinema, con il titolo The Legend of Drunken Master, la colonna sonora riedita e il doppiaggio in inglese. Al cinema incassò solamente 11.555.430 US$, ma ricevette un assenso quasi unanime sia dalla critica che dal pubblico, acclamato come uno dei migliori kung fu movies di sempre.

## Curiosità
- Lo scontro finale con Ken Lo è accreditato come una delle più intense, tecnicamente complicate e belle scene di combattimento mai fatte nella storia dei film di arti marziali, e il tempo impiegato per girarla tutta è di circa 6 mesi. È stata paragonata ai combattimenti contro Benny Urquidez nel film Il mistero del conte Lobos e Dragons Forever.
- In una delle scene finali Jackie cade sopra un ammasso di vero carbone ardente, una scena che Chan girò senza controfigure (come è solito fare) o effetti speciali, semplicemente con un vestito protettivo per il calore.
- Nella versione americana del film è presente un taglio di 35 secondi. Si tratta di una gag comica in cui si vedono gli effetti dell'alcool su Fei-hung, scena tagliata perché considerata di cattivo gusto.